# Erich Segal
Erich Wolf Segal (16. června 1937 New York – 17. ledna 2010 Londýn) byl americký spisovatel a literární vědec.
Pocházel z brooklynské židovské rodiny, vystudoval klasické jazyky na Harvardově univerzitě a byl profesorem na Harvardu, Yaleu, Princetonu a Oxfordu. Vydal odborné práce o Plautovi, Euripidovi nebo Augustovi.
Jako scenárista se podílel na filmech Žlutá ponorka, R.P.M. a The Games. V roce 1970 vydal román Love Story, jehož se prodalo přes dvacet milionů výtisků a byl přeložen do 33 jazyků. Arthur Hiller knihu v tomtéž roce úspěšně zfilmoval, Segal získal za scénář Zlatý glóbus. V roce 1977 natočil John Korty sequel nazvaný Oliverův příběh. Bestsellery se staly i Segalovy další knihy, např. Doktoři a Gentlemani z Harvardu.
Segal byl jedním ze strůjců běžeckého boomu v Americe sedmdesátých let. Absolvoval přes čtyřicet maratónů, komentoval také televizní přenos z olympiády 1972, kde získal Frank Shorter pro USA maratónské zlato.
Jeho dcera Francesca Segalová je také spisovatelkou.